# Мерло (Золочевский район)
Ме́рло (укр. Мерло) — село в Писаревском сельском совете Золочевского района Харьковской области Украины.
Код КОАТУУ — 6322685005. Население по переписи 2001 года составляет 49 (21/28 м/ж) человек.

## Географическое положение
Село Мерло находится на левом берегу реки Мерла. Выше по течению, на расстоянии в 3 км, расположено село Писаревка, ниже по течению примыкает село Мерло Богодуховского района, на противоположном берегу расположено село Малыжино.